# Georgij Šonin
Georgij Stěpanovič Šonin (rusky Георгий Степанович Шонин, ukrajinsky Георгій Степанович Шонін; 3. srpna 1935 Roveňki, Luhanská oblast Ukrajinské SSR – 7. dubna 1997 Hvězdné městečko) byl sovětský vojenský letec a kosmonaut ruské národnosti pocházející z Ukrajiny.

## Život
Otec mu zahynul ve válce, vychovávala jej jen matka. Dětství prožil v Baltě. Po základní škole absolvoval v letech 1950–1952 vojenskou speciální školu v Oděse, pak Vojenské námořní letecké učiliště v Krasnodaru 1952-1953, následovaly další letecké kurzy a školy v Lebažje, Jejsku, v roce 1968 ukončil studium na Vojenské letecké inženýrské akademii Žukovského v Moskvě. Stal se z něj voják z povolání. Sloužil u řady útvarů, mj.za polárním kruhem jako námořní letec. Začlenil do první skupiny budoucích kosmonautů. Lékařský nález způsobil, že do vesmíru startoval trochu později, až v roce 1969. Dříve byl připravován jako dvojník Šatalova pro Sojuz 5.

## Let do vesmíru
Startovali z Bajkonuru na Sojuzu 6, Šonin byl velitel lodě, spolu s ním letěl Valerij Kubasov. Jednalo se o skupinový let Sojuzů 6, 7 a 8. Na své lodi Šonin s Kubasovem uskutečnili experiment se svářením kovů. Přistáli s kabinou na padácích na území Kazachstánu..
- Sojuz 6 (11. říjen 1969 – 16. říjen 1969).

## Po letu
Po skončení letu zůstal pracovat ve středisku výcviku budoucích kosmonautů. V roce 1978 se stal kandidátem technických věd a o 10 let později absolvoval Vojenskou akademii generálního štábu SSSR. Roku 1979 z Hvězdného odešel na velitelství vzdušné obrany do Oděsy, o 4 roky později do Moskvy a roku 1990 byl penzionován. Hodně se angažoval ve Společnosti sovětsko-československého přátelství, kde vykonával řadu let funkci místopředsedy a proto byl často na návštěvě v Československu.
Byl dvakrát ženatý, měl čtyři děti, jedno vyženěné. Napsal mj. knihu, která byla u nás vydána v nakladatelství Mladá fronta 1978: Šonin, Georgij: Oddíl prvních kosmonautů (Samyje pervyje; LF). Zemřel po infarktu.